# Шовковиця Шевченка
Шовковиця Шевченка (1) — меморіальне дерево, пов'язане з ім'ям великого українського поета  Т. Г. Шевченка, зростає у дворику  літературно-меморіального будинку-музею Т. Шевченка в  Києві. Дерево бачило Т. Шевченка, який проживав у цьому будинку в 1846 р. Обхват шовковиці — 3,30 м, висота 10 м, вік 150 років. У 2010 р., за фінансової підтримки  народного депутата України  М. Томенка та київського ентузіаста, великого захисника стародавніх дерев А. Козлова, дупло в шовковиці було запломбовано, і під дерево поставлена опора. Статус ботанічної пам'ятки природи, за ініціативи  Київського еколого-культурного центру та дирекції літературно-меморіального будинку-музею Т. Шевченка в Києві, дерево отримало в 2011 р.
Шовковиця Шевченка (2) в НБС НАН  України — меморіальне дерево, пов'язане з ім'ям Т. Г. Шевченка. Висота шовковиці — 10 м, обхват стовбура −3,40 м. Вік 150—200 років. Росте в  Києві в  Національному ботанічному саду НАН України зліва алеєю до  Видубецького монастиря. За легендою її вік набагато більше, і посаджена вона нібито ченцями Видубицького монастиря з насіння, привезеного ними з  Середньої Азії. Пізніше, нібито від цієї шовковиці пішли всі шовковиці, зростаючі в Україні та  Росії. За легендою дерево оглядав ще Петро I, а Тарас Шевченко зробив кілька замальовок цього дерева, коли відвідував Видубецький монастир. У 2010 р. дерево отримало статус ботанічної  пам'ятки природи. У 2012 р. шовковиця була вилікувана фахівцями  Київського еколого-культурного центру за фінансової підтримки киянина А. Козлова.

## Ресурси Інтернету
- Фотогалерея видатних вікових дерев міста Києва  [Архівовано 12 березня 2012 у WebCite]

## Виноски
1. 1 2 3 4 5 6   Шнайдер С. Л., Борейко В. Е., Стеценко Н. Ф. 500 выдающихся деревьев Украины. — К.: КЭКЦ, 2011. — 203 с.